# ۴۲۷ (قمری)
۴۲۷ (قمری)، چهارصد و بیست و هفتمین سال در گاهشماری هجری قمری است. اول محرم این سال برابر با یازدهم نوامبر سال ۱۰۳۵ میلادی است.

## وابسته
- خلفای فاطمی